# Grüne Revolution
Als Grüne Revolution (engl. Green Revolution) werden die ab den 1960er Jahren erreichten Ertragssteigerungen durch den Technologietransfer moderner landwirtschaftlicher Methoden in verschiedene Entwicklungsländer bezeichnet.
In den Industrieländern hatten sich ab Beginn des 20. Jahrhunderts die Anbaumethoden weiterentwickelt. In den späten 60er Jahren wurden Hochleistungs- bzw. Hochertragssorten eingeführt, insbesondere kurzhalmige Weizen- und Reissorten, die in Kombination mit Kunstdünger, Pestiziden, gezielter Bewässerung und der Mechanisierung der Landwirtschaft zu Produktivitätssprüngen geführt hatten. 
Die an Entwicklungsländer vergebenen Kredite waren teilweise mit der Bedingung verknüpft, neue landwirtschaftliche Produktionsweisen einzuführen und Privatisierungen im Bereich von Düngerproduktion und -vertrieb durchzuführen.
Der Begriff wurde von dem damaligen Geschäftsführer von USAID, William Gaud, gegen Ende der 1960er Jahre geprägt und bezog sich auf die damals mit neuen Anbaumethoden erzielten Rekorderträge in der Türkei, Pakistan, Indien und auf den Philippinen. In dieser Perspektive erschien Hunger als Resultat technischer Defizite und die Grüne Revolution ein Instrument zur Prävention gewaltsamer Revolutionen.
Die Folgen der Grünen Revolution sind international umstritten. Auf der einen Seite verbesserte sie die Ernährungssituation vieler Menschen erheblich, insbesondere in Asien. Auf der anderen Seite sind gravierende Umweltschäden in vielen Ländern zu verzeichnen, weil die Steigerung der Nahrungsmittelproduktion in erster Linie durch Vergrößerung der Anbauflächen, schnellere Staffelung der Ernten und um den Preis eines massiven Pestizideinsatzes erfolgte. Kleinbauern wurden von den industriell bewirtschafteten Flächen verdrängt und mussten Randlagen mit geringer Produktivität neu erschließen. Auch die Grundwasservorräte wurden übermäßig genutzt. Die Aufstände wegen der Lebensmittelknappheit in vielen Ländern der Erde seit ca. 2010 machen die begrenzte Nachhaltigkeit der Grünen Revolution deutlich.

## Geschichte
Die Grüne Revolution basierte auf der in den frühen 1940er Jahren begonnenen Zusammenarbeit der Rockefeller Foundation und der mexikanischen Regierung mit dem Ziel, die Produktion von Weizen, Mais und Bohnen zu steigern. Mexiko importierte Mitte der 1940er Jahre fast die Hälfte seines Weizenbedarfs. Innerhalb von zehn Jahren entwickelte das Programm unter Leitung von Norman Borlaug ertragreiche Halbzwergweizensorten, welche die Selbstversorgung Mexikos ermöglichten. 1963 wuchsen diese neuen Sorten auf 95 % der mexikanischen Weizenfläche, und der Ertrag war sechsmal höher als 1944. Aus dem Weizenprogramm wurde 1963 das Internationale Mais- und Weizenforschungsinstitut (CIMMYT) und begann mit der Ausweitung auf andere Länder.
In Asien und Afrika kam es in den 1950er und 1960er Jahren wiederholt zu akuten Nahrungsmittelknappheiten. Die Ernährung der schnell wachsenden Bevölkerung wurde durch häufige Hungersnöte und Dürren erschwert. Pro Einwohner wurden in Asien 1961 194 kg Getreide produziert; in den Vereinigten Staaten 868 kg. Dies spiegelte sich im Ernährungsstatus der Bevölkerung. Die Kalorienaufnahme betrug 1891 kcal pro Tag und Einwohner in Asien und 2882 kcal in den USA. Die Lebenserwartung erreichte in Asien keine 50 Jahre und die Kindersterblichkeit war mit 125 bis 150 Toten pro 1000 Geburten sehr hoch. In Afrika lag die durchschnittliche Kalorienaufnahme bei 2089 kcal und die Kindersterblichkeit bei 100–300.
Die indische Regierung lud Borlaug Anfang der 1960er Jahre ein, um die mexikanische Erfolgsgeschichte zu wiederholen. Mit Unterstützung der Ford Foundation wurden kurz danach die ersten verbesserten Weizensorten im Punjab eingeführt. Von dort kamen sie auch nach Pakistan. 1960 wurde das International Rice Research Institute (IRRI) gegründet mit dem Ziel, die Züchtungserfolge für Reis zu replizieren. 1980 bedeckten Hochertragssorten von Weizen und Reis große Areale des indischen Subkontinents. Die schnelle Adoption wurde durch aktive Unterstützung der Regierung ermöglicht, die für Garantiepreise, kostenlose Bewässerung und stark subventionierte Inputs sorgte.
1971 wurde die Consultative Group on International Agricultural Research (CGIAR) gegründet, um die globale Agrarforschung zu koordinieren und zu verbreiten. Die Weltbank, die FAO und das UNDP unterstützten die Gründung. Zum Zeitpunkt der Gründung der CGIAR entstanden neben CIMMYT und IRRI noch das Centro Internacional de Agricultura Tropical und das International Institute of Tropical Agriculture. Über die Jahre entstanden elf weitere Forschungszentren, welche jeweils andere Schwerpunkte hatten (andere Nahrungspflanzen, Vieh, Fisch, Wassermanagement, Agroforstwirtschaft und Ernährungspolitik).
In den darauffolgenden Jahrzehnten wurden mit steigenden Raten weitere Hochleistungssorten entwickelt und weiter verbreitet, auch in zuvor vernachlässigten Regionen wie dem Nahen Osten, Nordafrika und Subsahara-Afrika. Bis zum Jahr 2000 wurden durch über 400 öffentliche Forschungsprogramme in über 100 Ländern ca. 8000 Sorten zugelassen, für Reis, Weizen, Mais, Sorghumhirsen, Perlhirse, Gerste, Bohnen, Linsen, Erdnüsse, Kartoffeln und Maniok.

### Hochertragssorten
Das Rockefeller-Programm in Mexiko entwickelte zunächst Weizensorten konventioneller Wuchshöhe, die jedoch bei starker Düngung umknickten. Dasselbe galt für Reissorten. Das Augenmerk richtete sich daher auf Zwergwuchs. Halbzwergsorten knicken nicht nur schwerer um, sie sind auch früher reif und unempfindlicher gegenüber Lichteinwirkung. Zusätzlich konnten Resistenzen gegen Schädlinge und Krankheiten eingekreuzt werden. Die kurze Wuchshöhe war die Voraussetzung für Ertragssteigerungen.
Zwergsorten wurden erstmals in den 1870er Jahren in Japan entdeckt. Als sich die Verfügbarkeit von Mineraldünger Ende des 19. und Anfang des 20. Jahrhunderts erhöhte, verbreiteten sich diese Zwergsorten weiter. Nur wenige dieser Zwergsorten waren jedoch die späteren Halbzwergsorten, die ein oder zwei Gene für reduziertes Höhenwachstum tragen.
Weizensorten mit Zwerggenen verbreiteten sich in Japan Anfang des 20. Jahrhunderts. Eine dieser Sorten war ein Vorfahr einiger italienischer Halbzwergsorten, welche später wiederum im Nahen Osten und in China als Eltern verwendet wurde. Eine andere japanische Halbzwergsorte war die Basis für die Sorte Norin 10, die in den 1930er Jahren in Japan entwickelt wurde. Norin 10 wurde nach dem Zweiten Weltkrieg in die Vereinigten Staaten eingeführt, wo sie an der Washington State University mit der Sorte Brevin gekreuzt wurde. Ergebnisse dieser Kreuzungen wurden zu Borlaug nach Mexiko geschickt. Borlaug entwickelte mit deren Hilfe eine Reihe von Halbzwergsorten, die sich in den 1960er Jahren stark verbreiteten.
Reissorten mit Zwerggenen wurden Anfang des 20. Jahrhunderts in China angebaut. Nach dem Zweiten Weltkrieg wurde in China erstmals eine Halbzwergsorte durch Züchtung entwickelt, Taichung Native 1. Eine Sorte aus Südchina, Dee-geo-woo-gen, war eine der Eltern für die erste von IRRI gezüchtete Sorte, IR8.

## Folgen
Die Grüne Revolution hat die landwirtschaftlichen Erträge erhöht, wovon Bauern und Konsumenten weltweit profitierten. Es wird geschätzt, dass die Grüne Revolution die Mangelernährungs- und Kindersterblichkeitsraten signifikant gesenkt hat. Kritiker weisen auf umweltschädigende Folgen der Grünen Revolution durch die Intensivierung des Anbaus hin, z. B. Bodendegradierung (z. B. durch Versalzung), chemische Verunreinigung, stärkere Beanspruchung von Grundwasserleitern und Verdrängung ursprünglicher Pflanzenarten, also Einschränkung der Artenvielfalt, welche auftraten, obwohl die Forschungszentren neben der Bekämpfung von Armut und Hunger auch zum Ziel hatten, umweltfreundliche Anbaumethoden zu entwickeln und zu verbreiten.

### Produktion
Vor dem Beginn der Grünen Revolution Ende der 1960er Jahre betrug der durchschnittliche Reisertrag in Indien 1,5–1,6 Tonnen pro Hektar. Seitdem wurden über 1000 moderne Sorten entwickelt (über die Hälfte durch das IRRI und seine Partner), was zu einem schnellen Anstieg der globalen Reisproduktion führte. 1980 lag der Nassreisertrag bei 2 Tonnen, 1990 bei 2,6 und 2000 bei 3 Tonnen. Zudem ermöglichten frühreife Sorten eine Verkürzung der Anbauperiode und eine zweite Aussaat und Ernte. Die Sorte IR36 wurde beispielsweise nach 105 Tagen geerntet, während die traditionellen Sorten 170 Tage benötigten. Die indische Produktion stieg von 60 Millionen Tonnen (1970) auf 135 im Jahr 2000 an. Die Philippinen verdoppelten ihre Reisproduktion zwei Jahrzehnte nach der Einführung der Sorte IR8. Ähnliche Effekte ergaben sich in anderen südostasiatischen Ländern. Indonesien wandelte sich vom Nettoimporteur (1960) zu einem ernährungsautarken Land (1984). Vietnam produzierte Nahrungsmittelüberschüsse in den 1980ern, während es in den 1960ern Defizite aufwies.
Auch die südasiatische Weizenproduktion erhöhte sich zwischen 1965 und 1995 von 66 Millionen Tonnen um mehr als das Fünffache. Insgesamt wurden in den vier Jahrzehnten über 3000 Hochertragssorten entwickelt.
Ohne die grüne Revolution wäre die landwirtschaftliche Nutzfläche in Entwicklungsländern um schätzungsweise 3–5 % höher als sie heute ist.

### Hungerbekämpfung
Die Getreideproduktion Asiens insgesamt erhöhte sich von 385 Millionen Tonnen im Jahr 1965 auf über eine Milliarde Tonnen (2005). Diese wurde ermöglicht durch die schnelle Adoption der neuen Sorten. Die Adoptionsrate in den asiatischen Entwicklungsländern stieg von 20 % bei Weizen und 30 % bei Reis im Jahr 1970 auf etwa 70 % bei beiden Nutzpflanzen bis 1990 an. Die Verdopplung der Bevölkerungszahl wurde durch den Produktionszuwachs übertroffen: Pro Kopf wurden 1965 207 kg Getreide produziert; 2005 275 kg. Der Kalorienkonsum steigerte sich zwischen 1981 und 2003 um über 40 % (von 1891 auf 2695 kcal pro Kopf und Tag). Auch waren Fortschritte bei Lebenserwartung und Kindersterblichkeit zu verzeichnen. Das Ausmaß der Unterernährung sank deutlich. Am stärksten war der Rückgang in Ost- und Südostasien (43 % auf 13 % zwischen 1969 und 1971 und 1996–1998); in Südasien immerhin von 38 % auf 23 %. In Afrika sank der Anteil hingegen kaum.
Ohne die Grüne Revolution würden sich für Entwicklungsländer heute um 22 % niedrigere Erträge, um 29 % höhere Nahrungsmittelimporte, um 14 % niedrigerer Pro-Kopf-Kalorienkonsum sowie zusätzliche 187 Millionen hungernde Menschen ergeben.

### Wirtschaftswachstum und Armutsbekämpfung
Die Zuwächse der Getreideproduktion führten – allerdings nur bis etwa zur Jahrtausendwende – zu einem Rückgang der Lebensmittelpreise. So blieben die Löhne niedrig, was das Wachstum in den asiatischen Volkswirtschaften stärkte. Der zunehmende Selbstversorgungsgrad ermöglichte es zudem, Devisen zum Ausbau der Infrastruktur und anderen Entwicklungsprojekten zu verwenden, anstatt Nahrungsmittel zu importieren.
Das Wachstum der Landwirtschaft hat zudem eine wichtige Rolle für das Wachstum der anderen Sektoren gespielt. Eine Studie in elf indischen Dörfern schätzte anhand eines Vorher-Nachher-Vergleichs, dass jede Rupie aus dem Verkauf landwirtschaftlicher Erzeugnisse 1,87 Rupien an außerlandwirtschaftlichen Aktivitäten generierte. Das Wachstum des Agrarsektors während der Grünen Revolution leistete zudem einen entscheidenden Beitrag zum Rückgang der Armut in den letzten 40 Jahren. Global fiel die Zahl der Armen trotz eines Bevölkerungszuwachses von 60 % von 1,15 Milliarden im Jahr 1975 auf 825 Millionen im Jahr 1995.

### Kritik an der grünen Revolution
Die grüne Revolution wird trotz ihrer positiven Rolle in der Hunger- und Armutsbekämpfung aus mehreren Gründen kritisiert. Der wichtigste Kritikpunkt ist die Umweltbelastung durch starken Einsatz von Mineraldüngern, Pestiziden und Bewässerung. Diese können zur Verunreinigung von Grundwasser und Gewässern beitragen und der Gesundheit von Mensch und Tier schaden. Kritiker der Grünen Revolution führen zudem einen Rückgang der Zahl der aktiv genutzten Sorten als Ursache einer genetischen Erosion an. Lokal gut angepasste Sorten wurden in vielen Fällen durch international verbreitete Neuzüchtungen verdrängt.
Zum Zweck der Erzielung höherer Erträge wurden die Erntezyklen vieler Sorten, vornehmlich Reis nachhaltig verändert. In vielen Fällen beeinflussen allerdings die Erntezyklen der Getreide auch die Brutzyklen der Schädlinge, so zum Beispiel die der Braunen Reiszikade in Süd- und Ostasien, die sich nur während des Reisanbaus fortpflanzt und nach der Ernte verendet. Durch die schneller gestaffelten Reisernten kann sich die Zikade das ganze Jahr ungehindert vermehren. Das erhöht das Risiko des Ausfalls großer Teile der Ernte und führt so zum verstärkten Einsatz von Pestiziden.
Der Düngemitteleinsatz erhöhte sich deutlich in den letzten vier Jahrzehnten. IRRI geht auf Grundlagen von Erhebungen davon aus, dass der Einsatz von NPK auf chinesischen Nassreisfeldern 2004 bei 256 kg pro Hektar lag. In Vietnam lag er bei 173, Indonesien bei 167 und Indien bei 95 kg. In Punjab und Haryana, den am meisten von der Grünen Revolution erfassten indischen Bundesstaaten, wurden durchschnittlich über 200 kg NPK ausgebracht, während es in den weniger betroffenen Orissa und Arunachal Pradesh lediglich 50 bzw. 10 kg waren. Auch der Wassereinsatz stieg in vielen asiatischen Ländern massiv an, insbesondere Indien. Dort war ein Zuwachs von 70 % in den letzten drei Jahrzehnten zu verzeichnen. Der Wasserverbrauch der Landwirtschaft in Nordwestindien ist laut einer Studie nicht nachhaltig; dort sinkt der Grundwasserspiegel jedes Jahr um 4 cm. Gerade im Punjab, dem „Brotkorb“ Indiens, werden hohe Pestizidbelastungen im Blut der Einwohner gemessen; die Krebserkrankungen nehmen zu. Die Bauern verwenden Pestizide oft wahllos und tragen wegen der Hitze keine Schutzkleidung.
Aus sozioökonomischer Sicht werden zweierlei Aspekte stark kritisiert, zum einen die starke Abhängigkeit der lokalen Bauern und der Länder insgesamt von den großen internationalen Konzernen. So behaupten die Kritiker, dass die meisten Hochertragssorten, die während der Grünen Revolution aufkamen, steril und durch Patentrecht geschützt seien. Die Bauern könnten also nicht mehr ihr eigenes Getreide als Grundlage für die Aussaat des folgenden Jahres verwenden und auf der anderen Seite auch kein Saatgut zurücklegen, denn laut internationalem Patentrecht gelte das als Straftat und werde streng verfolgt. Zu dieser Abhängigkeit kämen die Abhängigkeit von Kunstdünger, um den Ertrag zu steigern und konkurrenzfähig zu bleiben, sowie die Notwendigkeit, Pestizide zum Schutz gegen die erhöhte Schädlingsgefahr zu verwenden, die ebenfalls käuflich erworben werden müssen. Diese Kritiken vernachlässigen, dass Sorten von gemeinnützigen Instituten wie CIMMYT und IRRI entwickelt wurden. Außerdem verwechseln die Kritiker oft hybrides Saatgut, bei dem Zurücklegen für das nächste Jahr nicht sinnvoll ist, mit sterilen Sorten, die bislang nicht auf dem Markt sind, aber von der Saatgutindustrie evaluiert werden, um möglichst viel Saatgut verkaufen zu können. Beim Weizen, der Grundlage der Grünen Revolution in Indien, spielt hybrides Saatgut im Übrigen noch keine Rolle. Zudem gibt und gab es nur wenige Bauern, die tatsächlich noch ihr eigenes Saatgut erzeugen. Der Einkauf von jeweils neuem Saatgut vor der Aussaat bei einem Saatguthändler ist in der überwältigenden Mehrzahl der Fälle schlicht billiger, als die aufwendige Produktion eigenen Saatguts.
Zum anderen richtet sich die Kritik gegen die ungerechte Verteilung, da sich die Grüne Revolution auf die ressourcenreichen Regionen konzentrierte und dabei ressourcenärmere Regionen vernachlässigte. So gab es keine Grüne Revolution in Ostindien oder Subsahara-Afrika, wenngleich dort die Armut sehr hoch ist. Insbesondere die Erträge in Subsahara-Afrika stagnieren seit langem. Auch erhöhte sich drastisch die Ungleichheit zwischen armen und reichen Bauern. Viele Bauern, die bereits vor der Grünen Revolution unter Armut litten, konnten sich die chemischen Pestizide und Düngemittel, die für optimalen Ertrag der modernen Sorten notwendig sind, nicht leisten. Vor allem in Indien rutschte eine große Zahl an Bauern in die Landlosigkeit ab oder musste sich der Schuldknechtschaft bei reichen Bauern verpflichten.
Zuletzt ist noch anzumerken, dass die Grüne Revolution trotz ihrer zentralen Rolle in der Verhinderung weiterer Hungersnöte in Asien keineswegs den Hunger vollkommen verhindert hat. Ein Beispiel für den andauernden Hunger im Angesicht einer erfolgreichen Grünen Revolution bildet Indien. Trotz Unter- und Mangelernährung im eigenen Land exportiert Indien große Mengen an Getreide, von denen nach offiziellen Statistiken 20 – 30 % von Ratten gefressen werden.
Fazit: Die Grüne Revolution konnte dem Hunger eine Sperre vorschieben, doch konnte sie ihn nicht gänzlich besiegen und auch die Verteilung hat sich durch die Grüne Revolution nicht gerechter gestaltet.

### Gegenwärtige Ansätze
Agrarwissenschaftler haben neben Hochertragssorten im Laufe der Zeit neue Ansätze entwickelt, um den genannten Problemen und neuen Herausforderungen zu begegnen. Beispiele sind Integrierter Pflanzenschutz, Nährstoffmanagement und wassersparende Bewässerungstechnologien. Im Bereich der Pflanzenzüchtung fokussiert man sich heute verstärkt auf marginale Standorte. Zu diesem Zweck wird zum Beispiel auf den Gebieten der Salztoleranz geforscht. 2010 wurden in mehreren Ländern fluttolerante Reissorten getestet, die bis zu zwei Wochen unter Wasser überleben können, was bei Sturzfluten in dafür anfälligen Gebieten beispielsweise Bangladeschs hilfreich sein kann. In Subsahara-Afrika wurden bereits mehr als 50 trockentolerante Maissorten entwickelt, deren Erträge 20–50 % über denen anderer Sorten unter Dürrebedingungen liegen.
Auch wird auf dem Gebiet der Biofortifikation geforscht, um die Prävalenz von Mangelerscheinungen zu senken. Ein Beispiel ist der Goldene Reis, zugelassen als Nahrungs- und Futtermittel in Australien, Neuseeland (Dezember 2017), Kanada (März 2018), USA (Mai 2018) und auf den Philippinen (2019).
Als Gegenmodell zu einer „grünen Revolution“ mit industrialisierter Landwirtschaft und dem Fokus auf der Versorgung der Städte und dem Export plädieren Wissenschaftler wie Felix zu Löwenstein und Hans-Heinrich Bass und etwa der Journalist Uwe Hoering für eine „grüne Renaissance“ (Bass) mit ökologisch verträglicher, kleinbäuerlicher Landwirtschaft und dem Fokus auf der Ernährungssicherung.